# Natalie Aspinall
Natalie Aspinall (* 23. August 1981) ist eine englische Fußballschiedsrichterassistentin.
Im Alter von 15 Jahren begann Aspinall als Schiedsrichterin. Seit der Saison 2016/17 leitet sie auch Spiele in der League Two und der League One. Sie ist seit August 2022 nach Wendy Toms und Sian Massey-Ellis die dritte Schiedsrichterassistentin, die bei einem Spiel in der Premier League eingesetzt wurde.
Seit 2007 steht sie auf der Liste der FIFA-Schiedsrichter und leitet internationale Fußballspiele.
Aspinall war unter anderem Schiedsrichterassistentin bei der U-20-Weltmeisterschaft 2012 in Japan, bei der Weltmeisterschaft 2015 in Kanada (als Assistentin von Katalin Kulcsár und Pernilla Larsson), bei der U-20-Weltmeisterschaft 2022 in Costa Rica und bei der Weltmeisterschaft 2023 in Australien und Neuseeland (als Assistentin von Rebecca Welch).
Aspinall hat zwei Kinder.